# Friedrich Heinrich Kern (Theologe)
Friedrich Heinrich Kern (* 20. April 1790 in Söhnstetten; † 3. Februar 1842 in Tübingen) war ein deutscher lutherischer Theologe, Geistlicher und Hochschullehrer.

## Leben
Kern war Sohn des Pfarrers Christoph Friedrich Kern (1753–1809) Er wurde 1804 am Seminar von Denkendorf aufgenommen, kam 1906 an das Seminar von Maulbronn. Anschließend durchlief er das Studium der Theologie an der Universität Tübingen, bevor er 1813 als Pfarrgehilfe in Mössingen in den geistlichen Stand eintrat. Wann er zum Doktor promoviert wurde, ist nicht bekannt. Er kehrte 1814 an den Tübinger Stift zurück, an dem er als Repetent wirkte, bevor er 1817 als 1. Professor an das Seminar von Blaubeuren. Dort lehrte unter anderem die klassischen Schriftsteller sowie die Propheten und Psalmen.
Kern wurde 1826, zusammen mit seinem Kollegen Ferdinand Christian Baur, als ordentlicher Professor der Theologie an die Universität Tübingen berufen. Dort gehörte er zu den konservativen akademischen Lehrern. Er war aktives Mitglied im akademischen Senat und stand 1836/1837 der Universität als Rektor vor, 1837 rückte er von der zweiten auf die erste theologische Professur auf. Er lehrte insbesondere neutestamentliche Exegese und die Systematik. Im Nebenamt war er Frühprediger an der Stiftskirche Tübingen sowie außerdem Mitglied des Inspektorats des Tübinger Stifts.
Der Kirchenlieddichter und Geistliche Gottlob Christian Kern war sein Bruder.

## Werke (Auswahl)
- Disquiritur de II. Petri ep., Eifert, Tübingen 1829.
- Commentationis de praedestinatione partic. I, Fues, Tübingen 1832.
- Ueber den Ursprung des Evangeliums Matthäi, Fues, Tübingen 1834.
- Der Brief Jakobi, Fues, Tübingen 1838.